# Pico Geraldine
 El pico Geraldine es una cima de 2.930 metros  situada en el valle del río Athabasca del parque nacional Jasper, en las Montañas Rocosas Canadienses de Alberta (Canadá). El pico también se conoce como montaña Whirlpool, y monte Geraldine. Todavía no se ha adoptado oficialmente ningún nombre. Los nombres se derivan de su posición en el extremo norte de la larga cresta que divide los lagos Geraldine y el arroyo Geraldine en el lado sureste, del río Whirlpool en el lado noroeste. El pico más alto más cercano es el monte Fryatt, 7 km al sur-sureste. El pico Geraldine puede verse desde el Icefields Parkway en las proximidades de las cataratas Athabasca. 

## Clima
Según la clasificación climática de Köppen, el pico Geraldine se encuentra en un clima subártico con inviernos fríos, nevados y veranos suaves. Las temperaturas pueden caer por debajo de -20 °C con factores de enfriamiento del viento por debajo de -30 °C. La escorrentía de precipitación del pico Geraldine drena a los afluentes del río Athabasca . 

## Geología
La montaña está compuesta de roca sedimentaria establecida durante los períodos Precámbrico al Jurásico y empujada hacia el este y sobre la cima de la roca más joven durante la orogenia de Laramide .